# リー・エンチ
リー・エンチ（李 恩至、1974年11月30日 - ）は、台湾のプロロッククライマー。台湾台北市生まれ。身長173cm 体重60kg。

## 人物
2011年現在、彼自身のウェブサイトで公開するプロフィールによればジムインストラクターやスタントマン等で生計を立てているとのこと、またパルクールにも精通しており台湾のテレビ番組でパルクールでスタジオに向かうというパフォーマンスを行ったこともある。
2020年時点でトレーニングジムのオーナーである。

## SASUKEでの戦歴

### 大会ごとの戦歴

#### 第17回大会～第22回大会
第17回に台湾予選を1位で通過し初出場。1stステージを3.43秒残しでクリア。2ndステージではメタルスピンでリタイア（ゼッケン92）。
第18回は1stの新第4エリア・ジャンピングスパイダーでリタイア。競技後のインタビューでは「この前とは全然違う」と口にした（ゼッケン26）。
第19・20回は欠場。
第21回はゼッケン49番で出場し48人連続1stリタイアの中、4.06秒残しで1人目のクリア者となった。2ndでは初出場時に屈したメタルスピンを攻略するも、サーモンラダーで時間を費やしたことが響き、最終エリア・ウォールリフティングの3枚目でタイムアップ。
第22回は1stを難なく突破。上半身強化に取り組んで挑んだ2ndではサーモンラダーを前回とは打って変わって素早くクリアし、20秒以上のタイムを残して初のクリア。初挑戦の3rdステージでは新クリフハンガーでリタイア（ゼッケン79）。

#### 第23回大会～第26回大会
第23回は1stを3.36秒残しでクリアするも、2ndではメタルスピンでまさかのリタイア。インタビューでは「自分でも信じられないよ」とコメントを残した（ゼッケン95）。
第24回は1st・2ndを突破。3rdでは前々回屈した新クリフハンガーにリベンジを果たし、スパイダーフリップでは反対側の板に飛び移る際に、予め身体を反転させ正面に飛び込むというセオリーとは異なる手法で攻略。最終エリア・グライディングリングをクリアし、初の3rdクリア。第8回のヨルダン・ヨブチェフ以来となる外国勢のファイナリスト、さらに第1回の楊崇以来の中国系選手のファイナリストになった。FINALステージに進出するも、疲労がたまって本領を発揮できずリタイア（ゼッケン92）。
第25回はスタート順を抽選で決め、ゼッケン80番での出場。1st・2ndをクリアし、大リニューアルが施された3rdではアルティメットクリフハンガーの3本目の突起に届かずリタイアとなり、橋本亘司と並んで初の最優秀成績者となった。
第26回は、1stのハーフパイプアタックで1度着地に失敗し、直後のそり立つ壁でも1度失敗し2度目で成功。最後はタイムとの闘いで1.32秒残しでクリア。3rdではアルティメットクリフハンガーの4本目まで到達し、5本目の15cmの突起への飛び移りに失敗しリタイア。2大会続けて最優秀成績となった（ゼッケン95）。

#### 第27回大会～第30回大会
第27回は1stのスタートエリア・ステップスライダーで脚が着水（ゼッケン97）。
第28回は1stの第3エリア・スピンブリッジでリタイアを喫し、初の2大会連続1stリタイアとなった（ゼッケン83）。
第29回は1stをクリアし、2ndではバックストリームをクリアするも、パッシングウォールの1枚目でタイムアップ（ゼッケン56）。
第30回は1stをクリア。2ndをギリギリのタイムでクリア。3rdではクレイジークリフハンガーでリタイア（ゼッケン2990）。今大会を最後に出場が途絶えている。

### 大会別成績
| 大会       | ゼッケン | STAGE | 記録                         | 備考                    |
| ---------- | -------- | ----- | ---------------------------- | ----------------------- |
| 第17回大会 | 92       | 2nd   | メタルスピン                 | 掴み失敗                |
| 第18回大会 | 26       | 1st   | ジャンピングスパイダー       | 張り付き失敗            |
| 第21回大会 | 49       | 2nd   | ウォールリフティング         | 3枚目手前でタイムアップ |
| 第22回大会 | 79       | 3rd   | 新クリフハンガー             | 2→3本目                 |
| 第23回大会 | 94       | 2nd   | メタルスピン                 | 掴み失敗                |
| 第24回大会 | 92       | FINAL | Gロープ                      | 残り約4m                |
| 第25回大会 | 80       | 3rd   | アルティメットクリフハンガー | 2→3本目、最優秀成績     |
| 第26回大会 | 95       | 3rd   | アルティメットクリフハンガー | 4→5本目、最優秀成績     |
| 第27回大会 | 97       | 1st   | ステップスライダー           | 脚が着水                |
| 第28回大会 | 83       | 1st   | スピンブリッジ               | 3→4個目                 |
| 第29回大会 | 56       | 2nd   | パッシングウォール           | タイムアップ            |
| 第30回大会 | 2990     | 3rd   | クレイジークリフハンガー     | 3→4本目                 |

### 通算成績
| 出場数 | 2nd進出 | 3rd進出 | FINAL進出 | 最優秀成績 |
| ------ | ------- | ------- | --------- | ---------- |
| 12回   | 9回     | 5回     | 1回       | 2回        |

- 2022年 第40回大会終了時点